# Thrinoxethus ucayalus
Thrinoxethus ucayalus är en mångfotingart som beskrevs av Chamberlin 1941. Thrinoxethus ucayalus ingår i släktet Thrinoxethus och familjen Aphelidesmidae. Inga underarter finns listade i Catalogue of Life.